# Ashraf Dehghani
Ashraf Dehghani (persa: اشرف دهقانی)  (Iran, 1948) és una revolucionària comunista iraniana, conegut com a líder de les Guerrilles Fedaïnes del Poble Iranià. En contacte a la política progressista des de ben petita, juntament amb el seu germà, Dehghani es va unir a l'Organització de Guerrilles Fedaïnes del Poble Iranià (OGFPI) i es va convertir en l'única dona del seu comitè central.
El 1971, poc després que l'OGFPI iniciés la seva lluita armada contra l'Estat Imperial, Dehghani va ser arrestada i empresonada per la Savak. A la presó, Dehghani va ser sotmesa regularment a tortures i violacions, que més tard va detallar a les seves memòries. El període de reclusió va reforçar la seva creença en el materialisme històric i va desenvolupar la seva perspectiva sobre l'antiautoritarisme i el feminisme. El 1973, va escapar de la presó i es va reincorporar a l'OGFPI, i es va convertir en la figura principal de la seva facció d'ultraesquerra després de la revolució iraniana. Mentre que la majoria de l'Organització es va allunyar de la lluita armada i va acceptar l'autoritat de la nova República Islàmica de l'Iran, Dehghani va continuar advocant per la guerra de guerrilles contra el nou govern. El 1979, juntament amb una minoria de membres de l'OGFPI, es va escindir i va formar les Guerrilles Fedaïnes del Poble Iranià, que va continuar lluitant contra el govern. Després de la repressió de la rebel·lió kurda de 1979 a l'Iran, Dehghani i la seva facció van fugir del país cap a Europa, on se suposa que viu clandestinament.